# Senado de la Monarquía romana
El Senado de la Monarquía romana fue una institución política del período monárquico de Roma. La palabra Senado, Senatus, deriva del latín senex, que significa "anciano" y por tanto, Senado significa "consejo de ancianos". Los indoeuropeos que se asentaron en lo que sería Roma siglos antes de su legendaria fundación en el 753 a. C. estaban organizados en comunidades tribales. Estas tribus a menudo contaban con un consejo aristocrático de ancianos que eran investidos con autoridad suprema sobre su tribu. Las tribus que inicialmente se habían establecido a lo largo de los bancos del río Tíber finalmente se agruparon en una laxa confederación y más tarde formaron una alianza para protegerse ante los invasores. Por lo cual se hicieron aún más fuertes de lo que eran.
Los primeros romanos era profundamente patriarcales. La familia romana arcaica era llamada gens o "clan". Cada clan era un grupo de familias asociadas bajo la presencia de un patriarca común llamado pater (término latino para "padre"). El pater era el amo indiscutible de su clan y tenía el poder absoluto para resolver disputar y decidir por su gens. A medida que las tempranas gens de Roma se iban agrupando para formar una comunidad, los patres de los clanes predominantes eran elegidos para el consejo de ancianos, que se convertiría en el Senado romano. Según la tradición, el Senado creció hasta alcanzar trescientos miembros tras ser ampliado en bloques de cien senadores en momentos concretos. No obstante, lo más probable fue que se incorporaran más senadores con el tiempo a medida que más clanes alcanzaban su relevancia. El Senado arcaico recibía su soberanía del hecho de que estaba formado por las cabezas patriarcales de las familias predominantes. Igual que un pater dirigía su familia, el consejo de patres dirigía la confederación de estas familias. Con el tiempo, los patres verían la necesidad de tener un único líder. Así, elegirían un rey (rex) al que concederían su poder soberano. El rey presidía el senado, designaba a los senadores y expulsaba a individuos del senado. Cuando el rey moría, su soberanía volvía de forma natural a los patres.